# Michael Delany
Michael William Delany, född 22 augusti 1965 i Sydney, är en australisk före detta simmare.
Delany blev olympisk silvermedaljör på 4 x 100 meter frisim vid sommarspelen 1984 i Los Angeles.